# Tomás Händel
Tomás Romano Pereira Santos Händel, noto semplicemente come Tomás Händel (Guimarães, 27 novembre 2000), è un calciatore portoghese, centrocampista del Vitória Guimarães.

## Carriera
Cresciuto nel settore giovanile del Vitória Guimarães, debutta in prima squadra il 26 luglio 2021 in occasione dell'incontro di Taça da Liga vinto 4-1 contro il Leixões.

## Statistiche

### Presenze e reti nei club
Statistiche aggiornate al 31 luglio 2021.
| Stagione        | Squadra             | Campionato      | Campionato | Campionato | Coppe nazionali | Coppe nazionali | Coppe nazionali | Coppe continentali | Coppe continentali | Coppe continentali | Altre coppe | Altre coppe | Altre coppe | Totale | Totale |
| Stagione        | Squadra             | Comp            | Pres       | Reti       | Comp            | Pres            | Reti            | Comp               | Pres               | Reti               | Comp        | Pres        | Reti        | Pres   | Reti   |
| --------------- | ------------------- | --------------- | ---------- | ---------- | --------------- | --------------- | --------------- | ------------------ | ------------------ | ------------------ | ----------- | ----------- | ----------- | ------ | ------ |
| 2019-2020       | Vitória Guimarães B | CdP             | 8          | 0          |                 | -               | -               |                    | -                  | -                  |             | -           | -           | 8      | 0      |
| 2020-2021       | Vitória Guimarães B | CdP             | 24         | 3          |                 | -               | -               |                    | -                  | -                  |             | -           | -           | 24     | 3      |
| 2021-2022       | Vitória Guimarães   | PL              | 4          | 0          | CP+CdL          | 0+2             | 0               |                    | -                  | -                  |             | -           | -           | 6      | 0      |
| Totale carriera | Totale carriera     | Totale carriera | 34         | 3          |                 | 2               | 0               |                    | -                  | -                  |             | -           | -           | 36     | 3      |